# Pianotolli-Caldarello
Pianottoli-Caldarello (korziško Pianottuli è Caldareddu) je naselje in občina v francoskem departmaju Corse-du-Sud regije - otoka Korzika. Leta 2006 je naselje imelo 821 prebivalcev.

## Geografija
Kraj leži na južnem delu otoka Korzike nad zalivom Figari, 32 km jugovzhodno od Sartène. Na ozemlju občine se nahaja naravni rezervat Bruzzi.

## Uprava
Občina Pianottoli-Caldarello skupaj s sosednjimi občinami Figari, Monacia-d'Aullène in Sotta sestavlja kanton Figari s sedežem v istoimenskem kraju. Kanton je sestavni del okrožja Sartène.